# BMW R 100 R
BMW R 100 R je motocykl kategorie naked bike, vyvinutý firmou BMW, vyráběný v letech 1991–1996.
Motocykl má vzduchem chlazený dvouválec typu boxer s rozvodem OHV a dvěma ventily na válec o výkonu 60 koní, pětistupňovou převodovku a sekundární převod kardanem.

## Technické parametry
- Rám:
- Suchá hmotnost: 197 kg
- Pohotovostní hmotnost: 228 kg
- Maximální rychlost: 181 km/h
- Spotřeba paliva: 6,5 l/100 km